# Nico Hesseler
Nicolaas (Nico) Hesseler (Amsterdam, 2 januari 1916 – Engeland, mei 1980) was een Nederlands politicus van de PvdA.
Hij werd geboren als zoon van een letterzetter. Na de Tweede Wereldoorlog was hijzelf secretaris van de Nederlandse Boekverkopersbond (NBb). In die functie kwam hij eind jaren 50 in het nieuws toen de NBb bezwaar maakte tegen wilde boekhandel zoals de verkoop van boeken in pocket formaat door kruideniers. Daarnaast was hij ook politiek actief; net 18 jaar oud werd hij lid van de SDAP wat later opging in de PvdA. Voor die laatste partij zat hij vanaf 1953 in de gemeenteraad van Delft waar hij ook wethouder is geweest. Bovendien was hij van 1966 tot 1978 lid van Provinciale Staten van Zuid-Holland. In september 1973 werd Hesseler de burgemeester van Poortugaal en vanaf juli 1978 was hij tevens waarnemend burgemeester van de gemeenten Geervliet en Heenvliet tot die twee gemeenten op 1 januari 1980 ophielden te bestaan en voor een groot deel opgingen in de nieuwe gemeente Bernisse. Bijna vijf maanden later overleed hij op 64-jarige leeftijd tijdens een vakantie in Engeland.